# 揚·諾沃塔
揚·諾沃塔（瑞典語：Ján Novota；1983年11月29日—）是一位斯洛伐克足球運動員。在場上的位置是守門員。他代表斯洛伐克國家足球隊參賽。